# Scopelosaurus smithii
Scopelosaurus smithii is een straalvinnige vissensoort uit de familie van papierbeenvissen (Notosudidae). De wetenschappelijke naam van de soort is voor het eerst geldig gepubliceerd in 1925 door Bean.